# ThinkLight

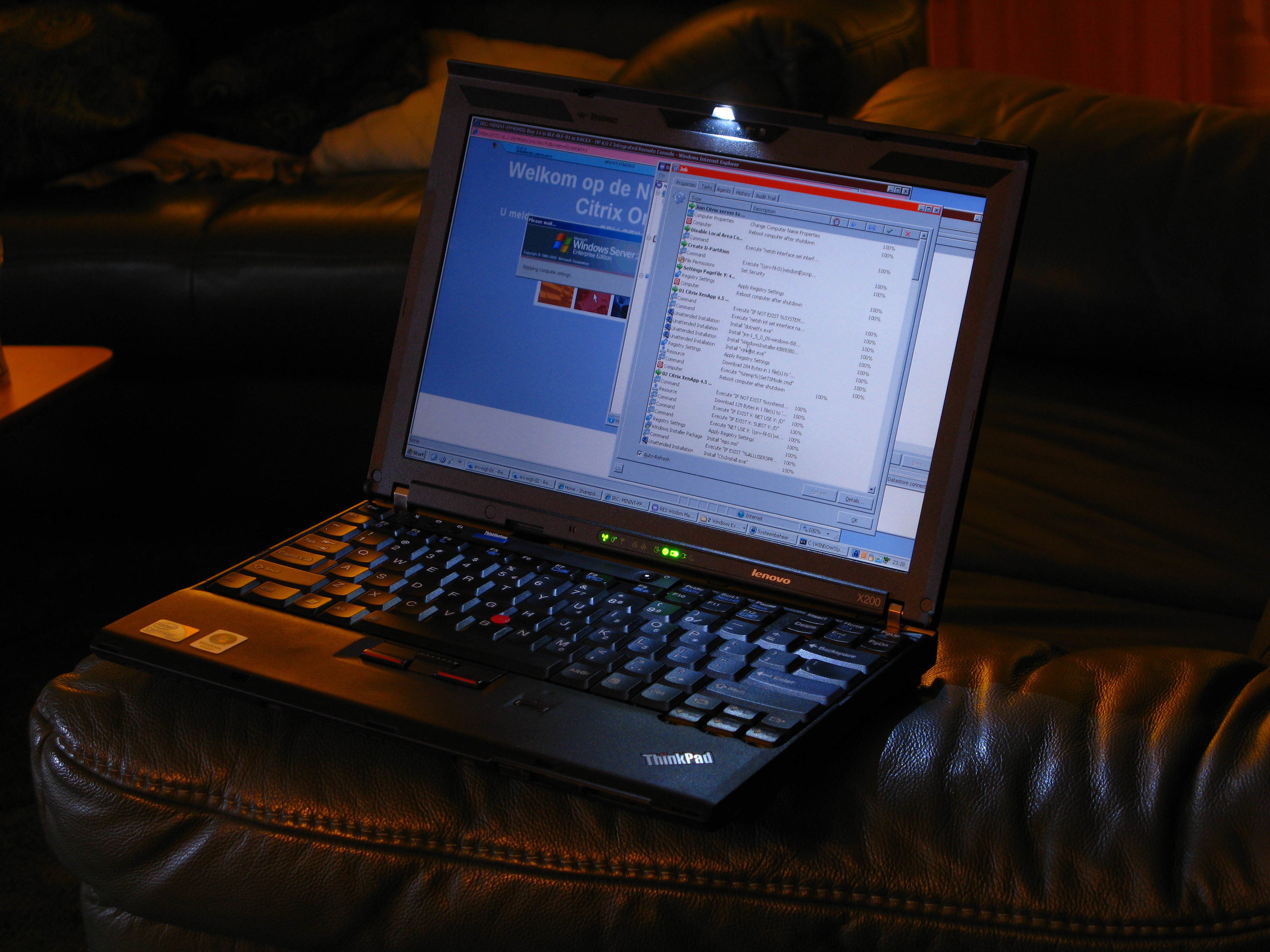

ThinkLight – biała (lub żółta, w zależności od modelu) dioda LED, służąca do podświetlania klawiatury notebooków firmy IBM (od 2005 roku Lenovo) z rodziny ThinkPad, umieszczona na górnej ramce wyświetlacza. Wyjątkiem jest seria SL, w której zrezygnowano z tego rozwiązania. Inni producenci notebooków (m.in. Dell i Apple) stosują podobne rozwiązania w swoich produktach.
Aby włączyć podświetlenie w notebookach IBM należy wcisnąć jednocześnie Fn + PgUp (lewy dolny i prawy górny klawisz). W nowszych wersjach (mniej więcej od czasu kiedy produkcję przejęła firma Lenovo) podświetlenie sterowane jest kombinacją Fn + Spacja.